# Chapelle Saint-Thibault
La chapelle Saint-Thibault est le dernier vestige d'un établissement templier établi au XIIe siècle à Châtillon-sur-Seine dans le département de la Côte-d'Or.

## Localisation
La chapelle est située avenue du Maréchal-Joffre (RD 980) à Châtillon-sur-Seine dans le département de la Côte-d'Or en région Bourgogne-Franche-Comté.

## Historique
Construite au XIIe siècle, c'est le dernier et seul vestige d'un établissement templier dépendant du grand prieuré de Voulaines-les-Templiers. Dévolu comme celui-ci aux Hospitaliers après 1312, l’établissement de Châtillon en accueille les chapitres provinciaux de 1360 à 1399. 
Au cours des travaux de rénovation du XIXe siècle, plus de 150 squelettes disposés à même la terre en rangées de douze sont découverts, ce qui atteste l’importance de ce monastère détruit en 1594 par le baron de Thenissey, gouverneur de la ville, qui fait raser ce faubourg afin d'empêcher les troupes huguenotes de s'y installer. 
Ce qui subsiste de l'enclos, soit la chapelle et un vaste bâtiment, est vendu comme bien national à la Révolution. Le tout est revendu à plusieurs reprises et enfin le 6 juillet 1886 à Lucien Couvreux qui fait restaurer la chapelle par l'architecte parisien Laborde. Celle-ci sert actuellement de salle de réunion au Rotary club.

## Description
C'est une chapelle à nef unique de plan allongé à deux travées et un chevet à fond plat. Soutenu par des contreforts, l’édifice est en moellons calcaires et pierre de taille avec toit à longs pans couverts de tuiles plates. La fenêtre en arc brisé, à l'identique de celle de droite, dans le mur gauche de la première travée date de la rénovation de 1886. 
Près de la chapelle s'élevaient des bâtiments dont des fondations ont été découvertes par la même occasion. La croix en relief qui orne le tympan de la porte antérieure date probablement de cette époque.